# Иловайский, Григорий Дмитриевич
Григо́рий Дми́триевич Илова́йский 9-й (1778—1847) — российский генерал-майор, участник Наполеоновских войн

## Биография
Сын наказного атамана Донского казачьего войска, генерала от кавалерии Дмитрия Ивановича Иловайского, родился 23 сентября 1778 года.
5 января 1787 года был записан в службу казаком и 15 мая 1788 года был произведён в сотники. В том же году Иловайский принял участие в войне с Турцией, был при взятии Очакова, Каушан, Бендер, Килии и Измаила. 
В 1800 году, командуя полком, Иловайский участвовал в походе казаков в Индию, снаряженном императором Павлом, и дошёл до Оренбурга. 
В кампанию 1806—1807 гг. его полк охранял передовые посты по рекам Висле и Одеру. В 1807 году полк Иловайского принял участие в сражении при Аленштейне, а затем, перед большим сражением при Прейсиш-Эйлау, Григорий был окружен неприятелем в местечке Гогенштейн, но ему удалось пробиться и примкнуть к отряду генерала Барклая де Толли. 
При отступлении русских войск к Прейсиш-Эйлау Иловайский, находясь на правом фланге авангарда, своими удачными действиями способствовал успеху отступления и был ранен пулей в правый бок навылет, но несмотря на это, он оставался в строю и участвовал в боях до конца.  По выздоровлении Иловайский участвовал в сражении при Гуттштадте, в преследовании неприятеля до р. Пассарги и при Гейльсберге и награждён орденом Святого Владимира IV степени с бантом и золотой саблей с надписью «За храбрость», а также прусским орденом «Pour le mérite». 11 января 1810 г. получил чин полковника.
После того, как были завершены активные боевые действия и заключен Тильзитский мирный договор между Францией и Россией, Григорий Дмитриевич Иловайский 9-й вернулся на Дон и продолжил свою службу в качестве командира полка, который был назван его именем.
В 1812 году Иловайский был отряжен к г. Медыни, где 13 октября он истребил неприятельский отряд генерала Тышкевича и захватил много офицеров, нижних чинов и 5 пушек. Находясь в отряде генерал-адъютанта графа Орлова-Денисова во время сражения под Вязьмой Иловайский не допустил подойти подкреплениям к корпусу маршала Ожеро, уничтожив отряд в 2 тысячи пехоты и конницы, спешивший из Долгомостья; 3 ноября, близ Красного, Иловайский участвовал в поражении неприятельской гвардии и взял в плен 2 генералов с большим числом нижних чинов и 2 пушками; затем он участвовал в истреблении в лесу у Борисова двух неприятельских отрядов, следовавших из г. Могилёва; был в делах при м. Вилейке, Вильне и в 1813 г., отличился при осаде крепости Данциг. Иловайский был награждён 26 марта 1813 г. орденом св. Георгия 4-го класса:
За отличия в сражениях с французами с 13 октября 1812 г. по 4 января 1813 г.
Произведённый 18 июля 1813 года в генерал-майоры (со старшинством от 22 октября 1812 г.), Иловайский в 1818 году был уволен от действительной службы; служил непременным членом канцелярии  Донского казачьего войска, окончательно вышел в отставку в 1827 году. 
Умер 17 июля 1847 года. Похоронен в Святогорской Успенской пустыни у входа в пещерную церковь.

#### Семья
Братья: Павел Дмитриевич Иловайский (1765—1811), генерал-майор;  Иван Дмитриевич Иловайский 4-й (1767 — после 1826/27), генерал-майор; Степан Дмитриевич Иловайский (8-й) (1778—1816), полковник; Василий Дмитриевич Иловайский 12-й (1785—1860), генерал-лейтенант.
Сестра — Екатерина Дмитриевна Иловайская, замужем за генералом от кавалерии Василием Петровичем Орловым.
Жена (с 1816) — Марфа Аркадьевна Иловайская, урожд. Исаева (1778—1857)
Дети и внуки:
- Евдокия Григорьевна Иловайская, замужем за Петром Осиповичем Иловайским (1800—1853), сыном О.В.Иловайского, который приходился двоюродным братом Григорию Дмитриевичу.
- Дмитрий Григорьевич Иловайский (1819—1885), горнопромышленник. Вместе с братом, Иваном Григорьевичем, был владельцем Макеевского каменноугольного рудника. Его дочь, Лидия Дмитриевна Иловайская (1854—1913), была замужем за графом Александром Ивановичем Коновницыным, сыном И.П. Коновницына.
- Николай Григорьевич Иловайский (род.1822).
- Александра Григорьевна Ханженкова (род. 1824), в замуж. Ханженкова.
- Елизавета Григорьевна Иловайская, в замуж. Де-Волан (1825—1858). 
  - Внук — Григорий Александрович Де-Воллан, дипломат, прозаик, публицист.
- Надежда Григорьевна Иловайская, в замуж. Ферзен (1828—1862). Ее муж, Герман Егорович Ферзен (1821—1862), близкий знакомый братьев Толстых[3].
- Иван Григорьевич Иловайский (1831—1883). 
  - Внук — Иловайский, Давид Иванович, палеонтолог.
- Екатерина Григорьевна Иловайская, в замуж. Леонова (1832—1885).
- Лидия Григорьевна Иловайская (род. 1839), в замуж. Желтухина.
- Мария Григорьевна Иловайская (1841—1889), в первом браке также Иловайская, во втором — Трубецкая. 
  - Внук — Сергей Иванович Иловайский, юрист-правовед.